# リムシュ
リムシュ（Rimush、在位：紀元前23世紀頃?）は、古代メソポタミアのアッカド王朝の王。

## 来歴
サルゴンの息子として生まれ、父王の跡を継いでアッカド王となった。父王サルゴンや甥のナラム・シンの影に隠れあまり注目されることの無い王であるが、征服王の一人であったことを示す記録はかなりある。なお、次の王マニシュトゥシュはリムシュの兄であったが、なぜ弟であるリムシュの方が先に王となったのかは不明である。
彼が即位するとすぐにウル王カク（kaku）などに率いられてシュメール地方を中心とする大反乱が発生した。この大反乱には他にラガシュなど他の主要都市も参加していた。リムシュはこの反乱を人工的な洪水を起こして殲滅するなどして鎮圧に成功し、王朝の基盤を固め、さらにエラムに遠征してこれを征服したという。また、彼自身の碑文によって青銅の王像を作らせた最初の王でもあると宣言している。
こうしてサルゴンが作った帝国を維持したが、宮廷において部下に粘土板で撲殺された。在位は9年間とされているが、正確であるかどうかは分かっていない。
死後兄のマニシュトゥシュが王位を継いだ。